# Menci
Menci (kinesiska: 门次, 门次乡) är en socken i Kina. Den ligger i den autonoma regionen Tibet, i den sydvästra delen av landet, omkring 1 000 kilometer väster om regionhuvudstaden Lhasa.
Genomsnittlig årsnederbörd är 733 millimeter. Den regnigaste månaden är juli, med i genomsnitt 167 mm nederbörd, och den torraste är maj, med 15 mm nederbörd.